# Ana Karina Rossi
Ana Karina Rossi (*  in Montevideo) ist eine Sängerin des Tango und Tango-Jazz aus Uruguay.
Rossi studierte an der Escuela Universitaria de Música in Montevideo Klavier und Musikwissenschaft. 
2001 sang sie in ihrer Band Summertime, unter anderem Titel von Janis Joplin, Eric Clapton, Van Morrison, Sting, The Doors und The Rolling Stones. 2002 wechselte sie zum Tango in der Formation Trio Sur des Bandoneon-Spielers Miguel Angel Trillo.
2004 gründete sie die Gruppe Planeta Tango. Sie trat mit ihrer Show Vidas Vividas (Gelebte Leben) 2006 auf dem  Neo Tango Festival mit den Elektro-Tango Bands Tanghetto und San Telmo Lounge aus Argentinien auf. Vidas Vividas (Planet Tango 2004) war auch der Titel ihres Debütalbums und enthält auch eigene Kompositionen.
2005 trat sie auf Einladung der uruguayischen Botschaft im Marcello-Theater in Rom auf. 2006 begann ihre Zusammenarbeit mit dem Tango-Komponisten Alberto Magnone. Sie spielte mit dessen Tango-Jazz Trio Uy Trio (mit Jorge Trasante, Percussion, Federigo Righi, Bass). 2006 begann auch ihre Zusammenarbeit mit dem Tango-Dichter Horacio Ferrer in dessen Show Nací en el Río de la Plata (begleitet von Mangone). 2007 trat sie in Peking und 2008 in Taba am Roten Meer auf. 2008/09 sang sie im Orchester des Bandoneon-Spielers Alfredo Marcucci. 2010 trat sie mit Ferrer in Genua auf und 2008 im Parco de la Musica in Rom. 2008 zog sie nach Rom, wo sie auch im italienischen Fernsehen auftritt.
2009 erschien ihr zweites Album Son del Plata, 2010 ihr drittes Album Tango y Gotan mit Mangone und Ferrer (mit dessen Texten, auch zur Musik von Astor Piazzolla), mit dem sie das Album auch präsentierte, 2011 Geografias und 2012 Aller-Retour in Buenos Aires.
2006 erhielt den Nachwuchspreis Talent von nationalem Interesse in Uruguay. 2011 erhielt sie in Rom den Ersten Preis als Donna Immigrata nella società romana (Römische Einwanderin).